# Instonians Rugby Football Club
 Instonians RFC est la section rugby à XV du club omnisports d'Instonians (autres sports pratiqués : cricket, golf, hockey sur gazon) , basé dans la ville de Belfast, en Irlande du Nord. Elle évolue dans le championnat irlandais de Troisième Division.
Le club est affilié à la fédération de l’Ulster et ses joueurs peuvent être sélectionnés pour l’équipe représentative de la région, Ulster Rugby.

## Histoire
Instonians RFC fut fondé en 1919 au sein de la Belfast Old Instonians Association (B.O.I.A.), formé en 1911 par d'anciens élèves de la Royal Belfast Academical Institution (R.B.A.I.). Aux couleurs jaune et noir du RBAI, on ajouta le violet, couleur du deuil, pour honorer le 32 anciens élèves tombés au front pendant la Grande Guerre. Dès 1920, Instonians accède au statut de senior club et connaît un succès immédiat dans les compétitions d'Ulster, avant de décliner dans les années 1970 et 1980. Lors de la saison inaugurale du championnat national, le club termine 3e de la Première Division (1991). Relégué deux ans plus tard il remonte pour une seule saison (1994-95) avant de redescendre. Depuis 1997, il évolue en Troisième Division.

## Palmarès
- Championnat d’Irlande Deuxième Division (1) : 1994
- Championnat d’Irlande Troisième Division (1) : 2008
- Championnat d’Ulster (Ulster Senior League) (12) : 1925, 1926, 1927, 1928, 1951, 1953, 1954, 1957, 1958, 1960, 1985, 1987
  - Finaliste (1) : 1984
- Coupe d’Ulster (Ulster Senior Cup) (19) :1922, 1923, 1927, 1928, 1929, 1931, 1934, 1938, 1946, 1948, 1949, 1950, 1954, 1956, 1957, 1958, 1965, 1979, 1999
  - Finaliste (9) : 1924, 1925, 1960, 1968, 1976, 1980, 1985, 1994, 1995

- Équipe réserve : 
  - Ulster Junior Cup (4) : 1937, 1960, 1974, 1994
  - Finaliste (3) : 1929, 1931, 1951

## Joueurs célèbres
31 joueurs d'Instonians ont porté le maillot de l’équipe d’Irlande, 7 celui des Lions britanniques (dont 2 capitaines). Parmi eux : 
- Robin Thompson (Capitaine des Lions)
- Sammy Walker (Capitaine des Lions)